# Chrysler CJ
Der Chrysler Serie CJ war ein Fahrzeug der Mittelklasse, den Chrysler in Detroit in den Modelljahren 1930 und 1931 herstellte. Er wurde dem Serie 66 zur Seite gestellt und repräsentierte die kleinste Chrysler-Modellreihe.
Der Wagen besaß einen seitengesteuerten 6-Zylinder-Reihenmotor mit 3.205 cm³ Hubraum, der 62 bhp (46 kW) Leistung abgab. Über eine Einscheiben-Trockenkupplung und ein Dreiganggetriebe mit Mittelschaltung wurden die Hinterräder angetrieben. Serienmäßig waren alle vier Räder hydraulisch gebremst. Mit diesem Fahrzeug wurde erstmals die alte Chrysler-Modellbezeichnung, die auf die Höchstgeschwindigkeit in mls/h hinwies, aufgegeben.
Diese Modellreihe wurde auch noch 1931 gebaut. Es entstanden insgesamt 29.239 Exemplare. Dann wurde der CJ ohne Nachfolger eingestellt.

## Quelle
- Beverly R. Kimes, Henry A. Clark: Standard Catalog of American Cars 1805–1942. Krause Publications, Iola 1985, ISBN 0-87341-045-9.